# Groove Unlimited
Groove Unlimited is een Nederlands label, dat van origine voornamelijk elektronische muziek uitgaf. Het werd opgericht door musicus Ron Boots als Cue Records en diende om zijn muziek uit te geven. In 1995 kwam Kees Aerts de gelederen versterken en werd de nieuwe naam Groove Unlimited. Het is gevestigd in Lelystad en deels in Best.
Gedurende de jaren is Groove Unlimited uitgebreid met een internetwinkel waar men allerlei elektronische muziek, inclusief aanverwante muziek kan bestellen en is men niet volledig afhankelijk van de zelf uitgebrachte muziek.
Naast distributie van eigen en andermans muziek bracht Groove Unlimited ook muziekbladen uit over die muziek en is men (mede-)organisator van concerten in die tak van muziek.
In juni 2011 verliet Aerts Groove Unlimited en zette Boots het bedrijf alleen voort vanuit Best.
De catalogus bestaat anno 2018 uit ruim 2000 muzieknummers.

## Reguliere albums
- GR-001: Kees Aerts: Slices of Time
- Gr-079: Gert Emmens: Wanderer of time
- GR-082: Volt: The Far Canal
- GR-088: Gert Emmens: Obscure movements in twilight shades
- GR-101: Ron Boots: Hydrythmix (heruitgave)
- GR-108: Volt: Star Compass
- GR-111: Gert Emmens: Waves of dreams
- GR-121: Gert Emmens: When darkness falls upon the earth
- GR-135: Gert Emmens: The tale of the warlock
- GR-145: Create: Space Time Continuum
- GR-148: Gert Emmens: The Nearest Faraway Place Volume 1
- GR-149: Ron Boots: See beyond Times, Look beyond Words
- GR-150: Craig Padilla & Skip Murphy: Analog Destination
- GR-151: Create: Lost in an Island of Adventure
- GR-152: VoLt: HjVi
- GR-153: Edgar Froese: Armageddon in the Rose Garden part 1
- GR-154: synth.nl: AtmoSphere
- GR-155: Ron Boots: Mea Culpa
- GR-156: Kees Aerts: If One Door Closes
- GR-157: Gert Emmens: The Nearest Faraway Place Volume 2
- GR-158: Paul Ellis: The Last Hiding Place of Beauty
- GR-159: Create: In the Blink of an Eye
- GR-160: Ron Boots: The Boundary Tales; gelimiteerde uitgave
- GR-161: E-Day 2009
- GR-162: Ron Boots: Beyond the Boundaries of Twilight
- GR-163: E-Live 2009
- GR-164: synth.nl: OceanoGraphy
- GR-165: Ron Boots: Derby!
- GR-166: E-Day 2010
- GR-167: Gert Emmens: The Nearest Faraway Place Volume 3
- GR-168: Cadenced Haven: Peregrination
- GR-169: Nattefrost: Live in Germany
- GR-170: E-Live 2010
- GR-171: Morpheusz: Days of delirium and nocturnal nightmares
- GR-173: Picture Palace Music: Midsummer
- GR-174: Ron Boots en Synth.nl: Refuge en verre
- GR-175: Gert Emmens: Metamorphosis
- GR-176: Create: We live by the machines
- GR-177: Diverse artiesten: Dutch masters
- GR-178: Diverse artiesten: E-Day 2011
- GR-179: Gert Emmens, Cadenced Haven: Life in cosmic highway
- GR-180: Ron Boots: La caída de hormigón
- GR-181: Synth.nl: Apollo (Synth.nl)
- GR-184: Steve Smith: Phoenix rising
- GR-185: MorPheusz: Garden gnomes and goblins
- GR-186: Ron Boots & MorPheusz: From the forgotten rooms of a lonely house
- GR-187: Ron Boots: Ante Oculos
- GR-189: Gert Emmens: An artist's stroke
- GR-190: Nattefrost: From distant times
- GR-191: Lamp: The three towers
- GR-213: Lamp: Scales of fortune
- GR-285: Gert Emmens: Somewhere

## Budgetserie
In 2017 begon het platenlabel een goedkopere serie met elektronische muziek. De cd’s zitten daarbij in een kartonnen hoesje verpakt. In die serie verschenen:
- GR-1001: Arcane – Automaton
- GR-1002: Martin Peters – Angels of nowhere
- GR-1003: The Heisenberg Compensators – Adventures of Werner and Random
- GR-1004: Serge Devadder – Ganda
- GR-1005: Synchronized - Galaxy